# Verhandlungen des Zoologisch-Botanischen Vereins in Wien
Verhandlungen des Zoologisch-Botanischen Vereins in Wien (abreviado Verh. Zool.-Bot. Vereins Wien) fue una revista con ilustraciones y descripciones botánicas que fue editada en Viena. Se publicaron los números 1 al 7, en los años 1852 a 1857.  Fue  reemplazada por Verhandlungen der Kaiserlich-Königlichen Zoologisch-Botanischen Gesellschaft in Wien